# Arquidiócesis de Cali
La arquidiócesis de Cali (en latín: Archidioecesis Caliensis) es una circunscripción eclesiástica de la Iglesia católica en Colombia. Se trata de una arquidiócesis latina, sede metropolitana de la provincia eclesiástica de Cali. Desde el 8 de diciembre de 2022 su arzobispo es Luis Fernando Rodríguez Velásquez.

## Territorio y organización
La arquidiócesis tiene 2504 km² y extiende su jurisdicción sobre los fieles católicos de rito latino residentes en 5 municipios del departamento de Valle del Cauca: Cali, Jamundí, Yumbo, La Cumbre y Dagua.
Limita por el norte con la diócesis de Palmira; por el sur con la arquidiócesis de Popayán; por el oriente con la diócesis de Palmira y la arquidiócesis de Popayán y por el occidente con la diócesis de Buenaventura.
La sede de la arquidiócesis se encuentra en la ciudad de Cali, en donde se halla la Catedral de San Pedro Apóstol.
La arquidiócesis tiene como sufragáneas a las diócesis de: Buenaventura, Buga, Cartago y Palmira.
En 2023 en la arquidiócesis existían 185 parroquias agrupadas en 4 zonas pastorales y 18 archipreturas.
La mayoría del territorio de la arquidiócesis es terreno plano situado entre 800 y 1000 metros m s. n. m. con tierras muy fértiles. Por el occidente atraviesa la cordillera Occidental que alcanza 4200 metros de altura en el pico más alto de los llamados Farallones de Cali.

## Historia

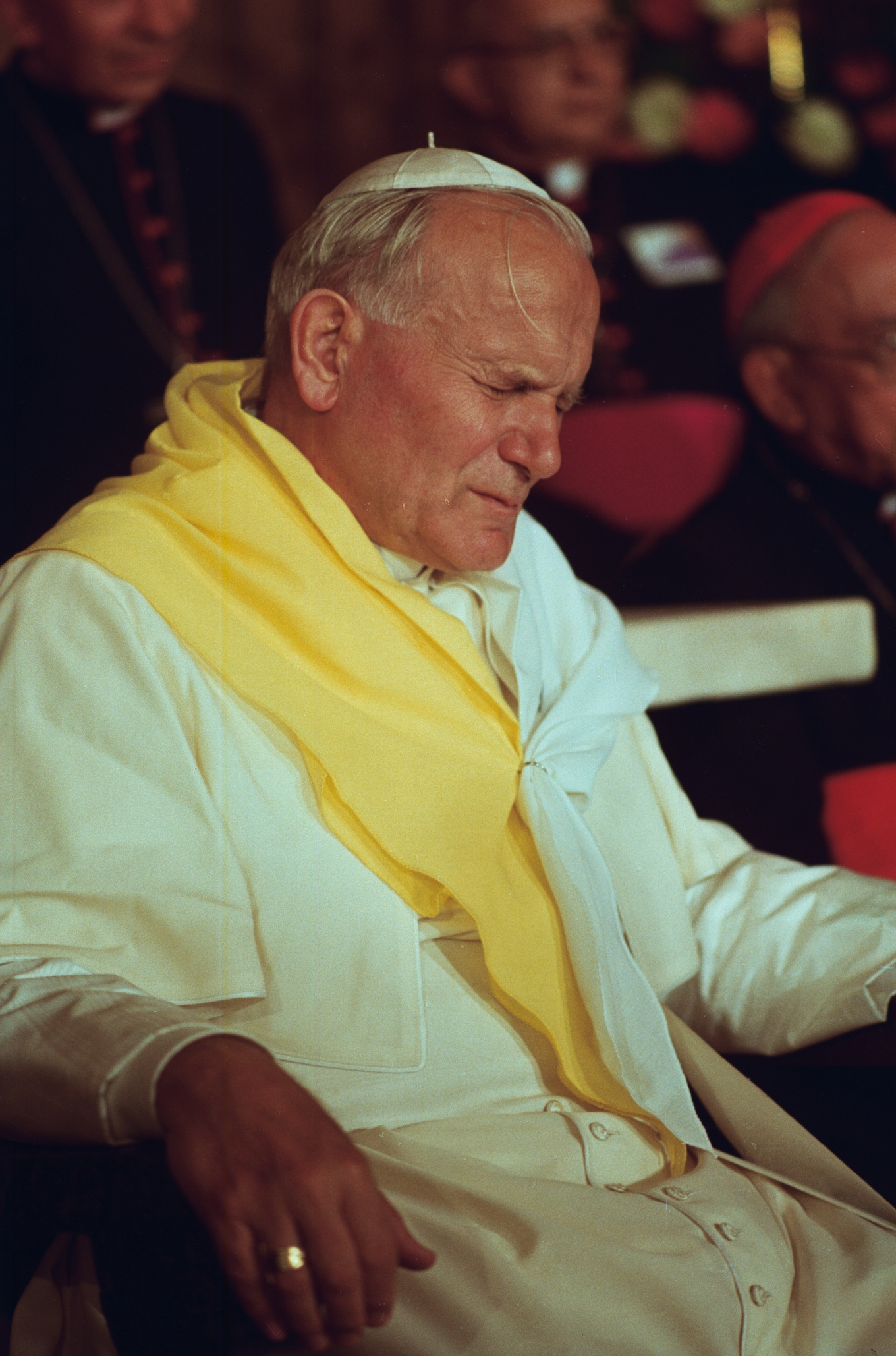
El papa Juan Pablo II en su paso por Cali

La diócesis de Cali fue erigida el 7 de julio de 1910, obteniendo el territorio de la arquidiócesis de Popayán, de la cual originalmente era sufragánea.
Posteriormente cedió partes de su territorio para la erección de:
- la prefectura apostólica de Tumaco (hoy diócesis de Tumaco) el 1 de mayo de 1927 mediante la bula Quae ad aeternam del papa Pío XI;[4]
- el vicariato apostólico de Buenaventura (hoy diócesis de Buenaventura) el 14 de noviembre de 1952 mediante la bula Provida mater Ecclesia del papa Pío XII;[5]
- la diócesis de Palmira el 17 de diciembre de 1952 mediante la bula Romanorum partes del papa Pío XII;[6]
- la diócesis de Cartago el 16 de marzo de 1962 mediante la bula Ecclesiarum omnium del papa Juan XXIII.[7]

El 20 de junio de 1964 fue elevada al rango de arquidiócesis metropolitana mediante la bula Quamquam Christi del papa Pablo VI.
El 29 de junio de 1966 cedió otra parte de su territorio para la erección de la diócesis de Buga y algunos municipios a la diócesis de Palmira mediante la bula Apostolico muneri del papa Pablo VI.
La arquidiócesis recibió el viaje apostólico del papa Juan Pablo II en julio de 1986.

## Estadísticas
Según el Anuario Pontificio 2024 la arquidiócesis tenía a fines de 2023 un total de 2 488 000 fieles bautizados.
| Año                                                                             | Población            | Población | Población      | Sacerdotes | Sacerdotes    | Sacerdotes    | Bautizados por sacerdote | Diáconos permanentes | Religiosos | Religiosos | Parroquias |
| Año                                                                             | Bautizados católicos | Total     | % de católicos | Total      | Clero secular | Clero regular | Bautizados por sacerdote | Diáconos permanentes | Varones    | Mujeres    | Parroquias |
| ------------------------------------------------------------------------------- | -------------------- | --------- | -------------- | ---------- | ------------- | ------------- | ------------------------ | -------------------- | ---------- | ---------- | ---------- |
| 1950                                                                            | 809 382              | 821 408   | 98.5           | 198        | 75            | 123           | 4087                     |                      | 173        | 792        | 49         |
| 1958                                                                            | 894 891              | 906 891   | 98.7           | 189        | 91            | 98            | 4734                     |                      | 167        | 682        | 55         |
| 1966                                                                            | 1 235 000            | 1 250 000 | 98.8           | 199        | 94            | 105           | 6206                     |                      | 135        | 993        | 66         |
| 1970                                                                            | 895 000              | 980 000   | 91,3           | 190        | 85            | 105           | 4710                     |                      | 150        | 1000       | 57         |
| 1976                                                                            | 1 190 000            | 1 235 500 | 96.3           | 233        | 98            | 135           | 5107                     |                      | 179        | 1014       | 52         |
| 1980                                                                            | 1 197 000            | 1 296 000 | 92.4           | 181        | 88            | 93            | 6613                     |                      | 134        | 859        | 74         |
| 1990                                                                            | 1 667 703            | 1 900 000 | 87.8           | 198        | 113           | 85            | 8422                     | 9                    | 105        | 1025       | 91         |
| 1999                                                                            | 1 981 780            | 2 158 000 | 91.8           | 276        | 146           | 130           | 7180                     | 15                   | 158        | 1010       | 128        |
| 2000                                                                            | 1 982 000            | 2 294 699 | 86.4           | 276        | 146           | 130           | 7181                     | 15                   | 158        | 1020       | 127        |
| 2001                                                                            | 1 982 220            | 2 431 390 | 81.5           | 297        | 167           | 130           | 6674                     | 17                   | 171        | 814        | 131        |
| 2002                                                                            | 1 982 390            | 2 431 390 | 81.5           | 168        | 154           | 14            | 11 799                   | 17                   | 181        | 814        | 136        |
| 2003                                                                            | 1 924 618            | 2 264 256 | 85.0           | 288        | 142           | 146           | 6682                     | 17                   | 188        | 781        | 138        |
| 2004                                                                            | 2 086 297            | 2 454 297 | 85.0           | 315        | 163           | 152           | 6623                     | 17                   | 195        | 790        | 138        |
| 2006                                                                            | 2 215 000            | 2 606 000 | 85.0           | 309        | 170           | 139           | 7168                     | 17                   | 188        | 803        | 138        |
| 2013                                                                            | 2 397 000            | 2 821 000 | 85.0           | 405        | 216           | 189           | 5918                     | 16                   | 247        | 797        | 155        |
| 2016                                                                            | 2 256 232            | 2 654 391 | 85.0           | 368        | 230           | 138           | 6131                     | 14                   | 175        | 630        | 172        |
| 2019                                                                            | 2 331 485            | 2 742 924 | 85.0           | 405        | 236           | 169           | 5756                     | 37                   | 239        | 605        | 177        |
| 2021                                                                            | 2 431 800            | 2 863 000 | 84.9           | 440        | 263           | 177           | 5526                     | 44                   | 251        | 605        | 182        |
| 2023                                                                            | 2 488 000            | 2 929 000 | 84.9           | 366        | 249           | 117           | 6797                     | 53                   | 158        | 566        | 185        |
| Fuente: Catholic-Hierarchy, que a su vez toma los datos del Anuario Pontificio. |                      |           |                |            |               |               |                          |                      |            |            |            |

## Episcopologio
- Heladio Posidio Perlaza Ramírez † (11 de agosto de 1911-28 de septiembre de 1926 renunció[nota 1])
- Luis Adriano Díaz Melo † (13 de abril de 1927-13 de noviembre de 1947 renunció[nota 2])
- Julio Caicedo Téllez, S.D.B. † (23 de febrero de 1948-24 de septiembre de 1958 falleció)
- Francisco Gallego Pérez † (18 de diciembre de 1958-21 de mayo de 1960 falleció)
- Alberto Uribe Urdaneta † (13 de julio de 1960-7 de febrero de 1985 renunció)
- Pedro Rubiano Sáenz † (7 de febrero de 1985 por sucesión-27 de diciembre de 1994 nombrado arzobispo de Bogotá)
- Isaías Duarte Cancino † (19 de agosto de 1995-16 de marzo de 2002 falleció)
- Juan Francisco Sarasti Jaramillo, C.I.M. † (17 de agosto de 2002-18 de mayo de 2011 renunció)
- Darío de Jesús Monsalve Mejía (18 de mayo de 2011 por sucesión-8 de diciembre de 2022 renunció)
- Luis Fernando Rodríguez Velásquez, por sucesión desde el 8 de diciembre de 2022